# نافتيفين
نافتيفين هيدروكلورايد (Naftifine) هو مشتق ألليل امين والذي هو قاتل للفطريات fungicidal تجاه الفطريات الجلدية، وكابح للفطريات فقط fungistatic تجاه أنواع المبيضات Candida spp..

## الاستعمال الطبي
- يُطبق موضعياً لعلاج سعفة الأرفاغ وسعفة الجسد وسعفة القدم.
- يطبق نافتيفين هيدروكلورايد 1% موضعياً مرة واحدة أو مرتان يومياً لإنتانات الجلد الفطرية، خصوصاً الفطريات الجلدية dermatophytosis.

ممكن أن تحدث ردود فعل موضعية مثل الحرق أو اللسع.

## آلية التأثير
هذا الدواء مضاد فطري تركيبي واسع الطيف يبدو أنه يبدي فعالية مثبته وأخرى قاتلة للفطور.

## مضادات الاستطباب
فرط الحساسية للمركب أو لأحد مكوناته.

## الجرعة
للبالغين (موضعياً):
- طبق الرهيم مرة واحدة/يوم.
- أو طبق الهلام مرتين/يوم (صباحاً ومساءً) لمدة 4 أسابيع.

## الحرائك الدوائية
- الامتصاص: يُمتص 6% من جرعته المطبقة بشكل رهيم وأقل من 4% من تلك المطبقة بشكل هلام.
- العمر النصفي: 2-3 أيام.[4]
- الإطراح: تطرح مستقبلاته مع البول أو البراز.[6]

## الآثار الجانبية
تحدث بنسية تزيد عن 10%: حس، حرق، حس لسع.
تحدث بنسبة 1% إلى 10%:
- جلدية: حكة، حمامي.
- موضعية: جفاف، تخريش.

## الاستخدام خلال الحمل
ينتمي الدواء إلى الفئة C.

## تعليمات خاصة بالمريض
- هذا المحضر مُعد للاستخدام الخارجي فقط، تجنب وصوله للعينين أو تطبيقه على الأغشية المخاطية.
- أوقفه في حال أصبت بالتخريش الشديد أو تطور ارتكاس أرجي تال لتطبيقه.

## المستحضرات الصيدلانية
- رهيم: 1% (15غ، 30غ، 60غ).
- هلام: 1% (20غ، 40غ، 60غ).